# Esox cisalpinus
El lucio cisalpino (Esox cisalpinus) es una especie de pez actinopterigio de agua dulce. Inicialmente descrita como Esox flaviae -ahora sinónimo- en honor de la dinastía flavia de emperadores romanos.

## Morfología
La longitud máxima descrita es de 35 cm, con una edad máxima de 13 años.

## Distribución y hábitat
Es un pez de agua dulce templada, bentopelágico, que se distribuye por los ríos del norte y centro de Italia, potencialmente presente en otras masas de agua europeas de la zona mediterránea como la vertiente este del mar Adriático y en la vertiente mediterránea de Francia.